# Allopiophila fulviceps
Allopiophila fulviceps är en tvåvingeart som först beskrevs av Holmgren 1883.  Allopiophila fulviceps ingår i släktet Allopiophila och familjen ostflugor. Inga underarter finns listade i Catalogue of Life.